# Henrichemont
 Henrichemont  es una población y comuna francesa, situada en la región de  Centro, departamento de Cher, en el distrito de Bourges y cantón de Henrichemont.

## Demografía
| 2137 | 1973 | 1894 | 1826 | 1845 | 1829 |
| Para los censos de 1962 a 1999 la población legal corresponde a la población sin duplicidades (Fuente: INSEE [Consultar]) |      |      |      |      |      |